# Спиридон (Транделлис)
Митрополит Спиридо́н (греч. Μητροπολίτης Σπυρίδων; в миру — Соти́риос Транде́ллис греч. Σωτήριος Τραντέλλης; 1926, Салоники — 4 декабря 2009, Греция) — епископ Элладской православной церкви (формально также Константинопольской православной церкви), митрополит Лангадасский, Литиский и Рендинский (1967—2009).

## Биография
Окончил богословский факультет Университета Аристотеля в Салониках.
В 1952 году рукоположён во диакона и в том же году во пресвитера.
Служил профессором религиозного образования, капелланом, настоятелем монастыря Св. Феодора в Салониках, в качестве управляющего митрополией Кассандра.
26 июня 1967 года хиротонисан в митрополита Лангадасского, Литиского и Рендинского.
Скончался 4 декабря 2009 года.